# Fonteyo Capitón
Fonteyo Capitón (¿? - 68) fue un senador y político romano, cónsul en el año 67.

## Familia
No nos han llegado datos sobre su gens y ni siquiera es seguro algún lazo con otros Fonteyo Capitón.

## Vida pública
Aunque no tenemos muchos datos de su carrera política, en el año 67 fue cónsul junto con Lucio Julio Rufo, siendo Nerón el emperador. En el año 68 fue nombrado legado en la Germania Inferior. En ese año, liderados por Julio Civilis y su hermano Julio Paulo, los Bátavos fueron acusados por él de rebelión. Apresó a los hermanos, que negaron los cargos. Puede que él mismo liberara a Julio Civil y enviara a Julio Paulo preso a Roma pero más probable es que ajusticiara al segundo y enviara al primero a Roma, donde Galba lo absolvió, ordenando que Fonteyo Capitón muriera por haber fomentado la revuelta.